# Pons de La Garde
Pons de La Garde, né en ? sans doute à la Garde-Guérin et mort en 1387, est un évêque français. Il fut en effet évêque de Mende entre 1375 et 1387. L'accession à l'évêché lui a également conféré le titre de comte de Gévaudan, ce titre étant dévolu aux évêques de Mende, depuis l'acte de paréage signé en 1307 par le roi et Guillaume VI Durand.

## Biographie
Pons de La Garde est sans doute le fils de Thomas de La Garde, co-seigneur parier de la Garde-Guérin. Cela fait donc de lui le neveu de Gaucelin de La Garde de Chambonas, évêque de Lodève et de Maguelone.
Entre 1366 et 1376, il est prieur à Saint-Firmin de Montpellier. Il devient ensuite exécuteur testamentaire de plusieurs évêques, dont Guillaume Lordet (évêque de Mende) et Pierre de Canillac (évêque de Maguelone).
En 1376, il est nommé à l'évêché mendois, et devient donc comte de Gévaudan. Les années de son épiscopat sont parmi les plus sombres du pays, assiégé par les Anglais et les grandes compagnies. C'est, par exemple, lui qui est comte de Gévaudan lorsque le connétable Bertrand Du Guesclin trouve la mort à Châteauneuf-de-Randon.